# Rdest Berchtoldův
Rdest Berchtoldův (Potamogeton berchtoldii) je druh jednoděložných rostlin z čeledi rdestovité (Potamogetonaceae).

## Taxonomická poznámka
Rdest Berchtoldův patří do komplexu Potamogeton pusillus s. l., který je taxonomicky problematickou skupinou. V Evropě jsou v současnosti většinou rozlišovány 2 druhy z okruhu, a to rdest maličký (Potamogeton pusillus s. str.) a rdest Berchtoldův (Potamogeton berchtoldii). Tyto druhy jsou si velice podobné a jediným spolehlivým znakem je charakter palistů. Rdest maličký má palisty (nutno sledovat na mladých v horní části lodyhy) vzájemně srostlé na straně přivrácené i odvrácené od listu, zatímco rdest Berchtoldův je má na straně odvrácené od listu volné. Tento znak se dá spolehlivě hodnotit jen pomocí mikroskopu. Z determinačních důvodů (či praktických důvodů) proto někteří botanici tyto 2 druhy nerozlišují a píší potom Potamogeton pusillus s.l.

## Popis
Jedná se vodní rostlinu s jednoletou lodyhou, bez oddenku, přezimuje pomocí turionů. Patří mezi tzv. úzkolisté rdesty. Lodyha je až 130 cm dlouhá, polooblá. Listy jsou jednoduché, jen ponořené, přisedlé, střídavé, čepele jsou velmi úzké, úzce čárkovité, nejčastěji 2,3–6,3 (v proudící vodě až 8) cm dlouhé a 0,6–2 mm široké. Listy jsou většinou 3žilné, ale postranní žilky jsou patrné, prostřední žilka není na rozdíl od rdestu vláskovitého tak silná a i dole zabírá jen cca 1/5 šířky čepele. Palisty jsou vyvinuty, i mladé palisty jsou na straně odvrácené od listu volné a až k bázi rozeklané, kornoutovitě svinuté kolem lodyhy (na rozdíl od velmi podobného rdestu maličkého), jsou asi 0,5–1,8 cm (v prudící[zdroj?] vodě až 3,2 cm) dlouhé, Jedná se o jednodomou rostlinu s oboupohlavnými květy. Květy jsou v květenstvích, ve klasech na cca 1–4 cm dlouhé stopce, klasy jsou skoro kulovité až válcovité, obsahují jen 2–3 přesleny květů. Okvětí není rozlišeno na kalich a korunu, skládá se ze 4 okvětních lístků, většinou nenápadných, zelenavých až hnědavých, někteří autoři je však považují za přívěsky tyčinek. Tyčinky jsou 4, srostlé s okvětím. Gyneceum je apokarpní, složené nejčastěji ze 4 plodolistů. Semeník je svrchní. Plodem je nažka, na vrcholu s krátkým zobánkem.

## Rozšíření ve světě
Rdest Berchtoldův roste ve velké části Evropy, Asie a možná i v Severní Americe. Určit rozšíření je však obtížné kvůli taxonomickým potížím. Flóra Severní Ameriky rozlišuje: Potamogeton pusillus subsp. gemmiparus, Potamogeton pusillus subsp. pusillus a Potamogeton pusillus subsp. tenuissimus, ale Potamogeton berchtoldii nezná, ani ho neřeší v rámci druhu Potamogeton pusillus. Podle  jsou druhy Potamogeton pusillus a P. berchtoldii alespoň v rámci Evropy téměř dokonale sympatrické.

## Rozšíření v Česku
V ČR k hojnějším druhům rdestů, roste na většině území od nížin až do podhůří. Je možná i hojnější než rdest maličký, ale kvůli determinačním problémům často nebyly tyto druhy rozlišovány. Roste hlavně v rybnících, příkopech, řekách a potocích.